# アンドーヴァー運河

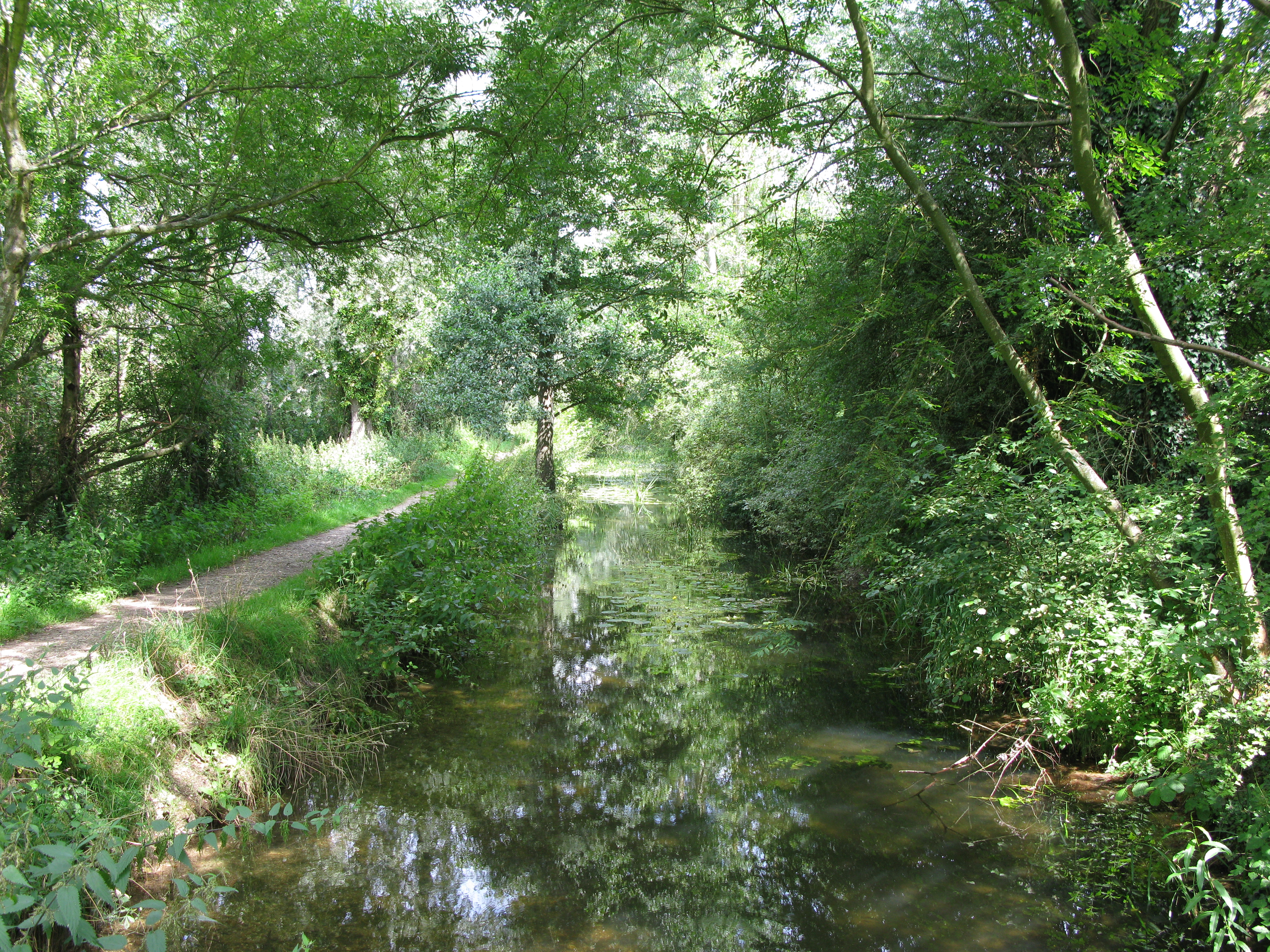
ロムジー近辺のアンドーヴァー運河遺構

アンドーヴァー運河 (Andover Canal) は、イングランド、ハンプシャーに建設された運河である。アンドーヴァーから、ストックブリッジやロムジーを通り、レッドブリッジまでの全長22マイル（35キロメートル）を結んでいた。高低差は179フィート（55メートル）で途中24箇所のCanal lock（運河の水門）があり、経路の大部分はアントン川とテスト川と並走していた。
運河建設のための最初の測量は、1770年にロバート・ホイットワースによって実施されたが、この試みは失敗に終わった。1789年にホイットワースは再び測量を実施し、同年7月13日、建設のための法令が得られた。1794年に48,000ポンドを費やして運河は完成し、うち35,000ポンドは出資金から、13,000ポンドは借入金から賄われた。運河の主な積荷は、サウサンプトン・ウォーターからの上りは石炭、スレート、肥やしで、下りは農作物であったが、しばしば帰路の積荷が見つからず、空荷でサウサンプトン・ウォーターへ下った。
運河は1859年に閉鎖・売却されるまでに出資者への配当金を支払うのに十分な成功を収めることができず、運河をアンドーヴァー・アンド・レッドブリッジ・レイルウェイに売却した収入をもって、配当金に充てられた。1827年の時点で運河は8年分の利息支払いを滞納していたが、1851年において1年分までに滞納額を改善していた。
運河の大部分は1865年に開通した鉄道（スプラット・アンド・ウィンクル線）へと転用され、この路線も1967年までに大部分が廃止されている。結果として、運河の痕跡は大部分が完全に失われてしまったが、ティムズベリーとロムジー間では運河の遺構をまだ見ることができる。